# Stosunki polsko-kolumbijskie

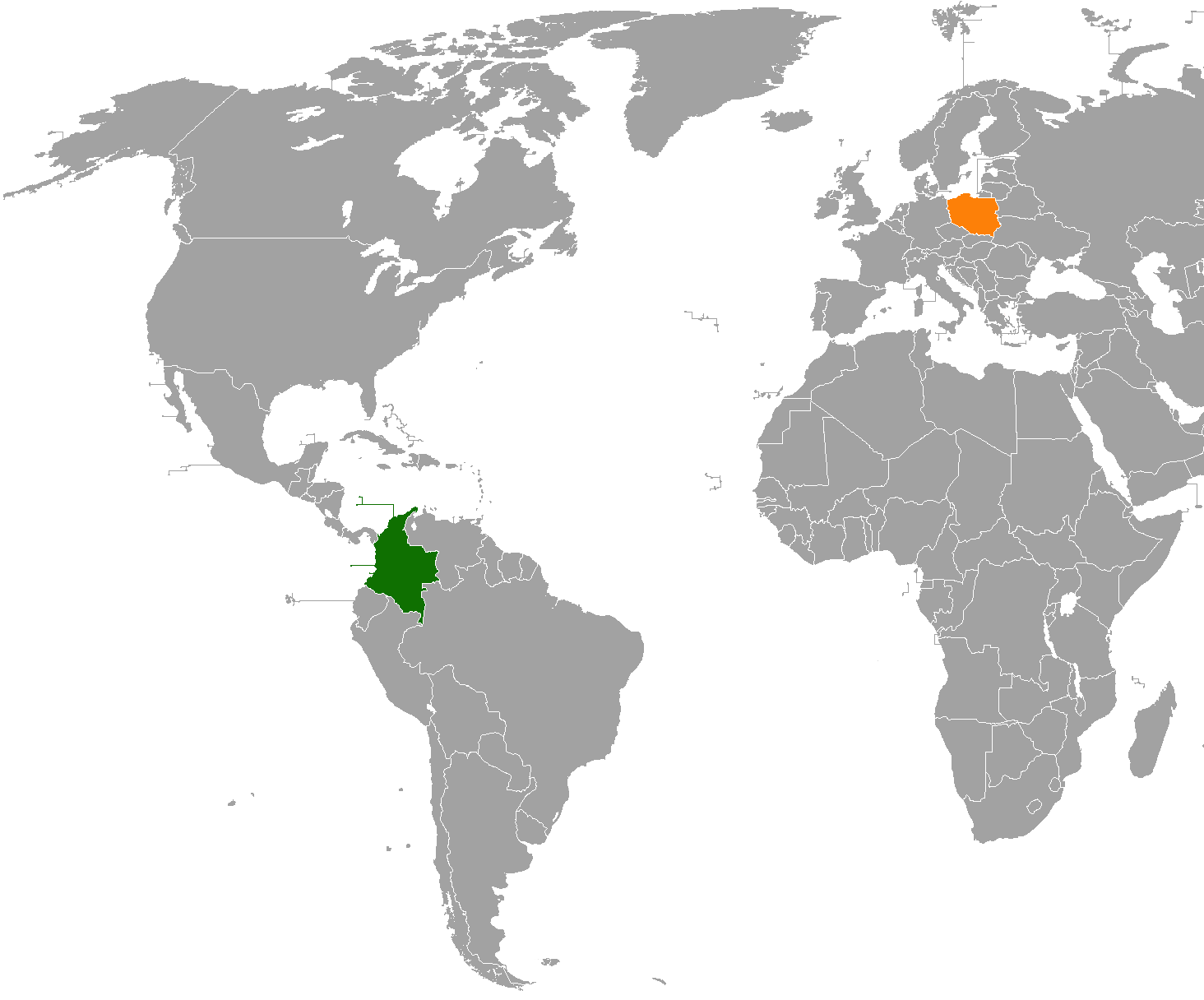
Położenie geograficzne Polski i Kolumbii

Stosunki polsko-kolumbijskie na poziomie dyplomatycznym zostały nawiązane w 1931 roku.

## Rys historyczny
Stosunki dyplomatyczne Polski z Kolumbią nawiązane zostały w 1931. W 1933 w Kolumbii akredytowany został chargé d’affaires rezydujący w Meksyku. Jednocześnie w Bogocie mianowano konsulem honorowym Stanisława Romana Lisockiego. W 1935 w Cali ustanowiono agencję konsularną. Obie placówki podlegały najpierw Poselstwu w Meksyku, a później w Bogocie.
Po wybuchu II wojny światowej Kolumbia uznawała rząd emigracyjny w Londynie i w 1942 zezwoliła na utworzenie w Bogocie poselstwa. W kwietniu 1942 posłem w Kolumbii został Mieczysław Chałupczyński, który uznawany był za przedstawiciela Polski do lipca 1944. Misje konsularne następnie ponownie podporządkowano poselstwu w Meksyku.
W 1945 roku władze Kolumbii nawiązały stosunki z władzami komunistycznymi w Warszawie.

## Współczesność

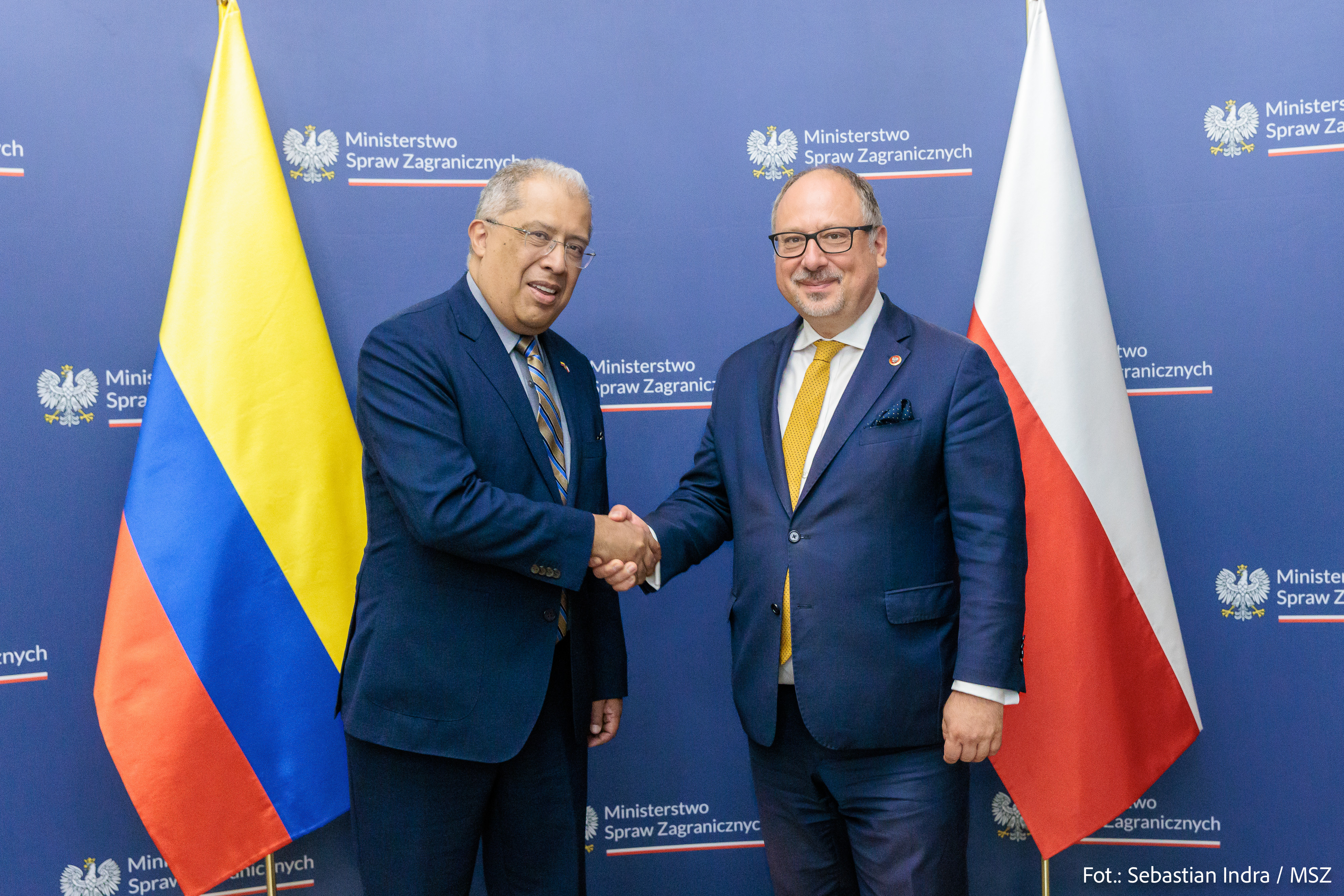
Polsko-kolumbijskie konsultacje polityczne z udziałem wiceministra spraw zagranicznych Kolumbii Francisco José Coy Granados i szefa służby zagranicznej RP Arkadego Rzegockiego, 2023

Stosunki polityczne między oboma krajami opierają się na mechanizmie konsultacji politycznych na poziomie wiceministrów. Spotkania i wizyty na najwyższym szczeblu są sporadyczne. W 2002 roku miała miejsce wizyta prezydenta Aleksandra Kwaśniewskiego w Kolumbii, a w 2009 roku z wizytą w Polsce przebywał wiceprezydent Kolumbii Francisco Santos Calderón.
Zgodnie z danymi GUS, w 2024 roku wartość polskiego eksportu Polski do Kolumbii osiągnęła wartość 165,5 mln USD, natomiast import z Kolumbii – 499,8 mln USD. Polski eksport obejmuje opakowania, monety, kosmetyki, farmaceutyki, produkty rolno-spożywcze, aparaturę pomiarową, turbiny gazowe, elektronikę oraz papier.
Działania z zakresu dyplomacji publicznej i kulturalnej prowadzi Ambasada RP w Bogocie. Współpracę z uczelniami kolumbijskimi nawiązały m.in. Akademia Górniczo-Hutnicza, Uniwersytet Jagielloński, Politechnika Łódzka, Uniwersytet Warszawski, Uniwersytet Łódzki i Politechnika Poznańska.